# Civilized Man (James Marsters)
Civilized Man è il primo album pubblicato dal cantante e chitarrista rock, nonché attore, James Marsters, dopo lo scioglimento del suo precedente gruppo, Ghost of the Robot. Il disco è stato pubblicato agli inizi del 2005.
Tutte le tracce (eccetto una) sono state scritte da James, mentre la canzone Every Man Thinks God Is On His Side da Andrew Rosenthal.

## Tracce
1. Katie
2. Bad
3. This Town
4. Smile
5. For What I Need
6. Long Time
7. Every Man Thinks God Is On His Side
8. Poor Robyn
9. No Promises
10. Patricia
11. Civilized Man

## Formazione
- James Marsters - chitarra, voce